# Gemini I
Gemini 1 è il quarto album del gruppo veneto Cattive Abitudini (ex Peter Punk), uscito il 22 febbraio 2011.

## Tracce
1. Gemini 1
2. Vincenti mai
3. Oktobeer Fest
4. Backstage
5. Vorrei vedere
6. Il cappellaio matto
7. Stabilità
8. Mi me sento casa
9. Qualcosa mi fai
10. Signorina Sambuca
11. Storie senza età
12. Mi butto via
13. Verso il mare
14. Menomale Che...(ghost track)

## Formazione
- Ettore Montagner - cantante, ex basso ed attuale secondo chitarra
- Stefano Fabretti - secondo cantante, primo chitarra
- Nicola Brugnaro - batteria
- Michele Angriman - basso